# Округ Сент Чарлс (Мисури)
Округ Сент Чарлс (енгл. St. Charles County) је округ у америчкој савезној држави Мисури.

## Демографија
По попису из 2010. године број становника је 360.485, што је 76.602 (27,0%) становника више него 2000. године.
| Група             | 2000.           | 2010.           |
| Белци             | 266.158 (93,8%) | 321.078 (89,1%) |
| Афроамериканци    | 7.635 (2,7%)    | 14.960 (4,1%)   |
| Азијати           | 2.414 (0,9%)    | 7.850 (2,2%)    |
| Хиспаноамериканци | 4.176 (1,5%)    | 9.983 (2,8%)    |
| Укупно            | 283.883         | 360.485         |